# Saison 9 de Frasier
Chronologie
Saison 8 de Frasier Saison 10 de Frasier
Cet article présente le guide des épisodes de la neuvième saison de la sitcom Frasier.

## Épisode 1:Don Juan en enfer (1/2)
- États-Unis : 25 septembre 2001 sur NBC
- Belgique : 6 novembre 2012 sur Club RTL
- France : 13 juin 2005 sur Serie Club

## Épisode 2:Don Juan en enfer (2/2)
- États-Unis : 25 septembre 2001 sur NBC
- Belgique : 7 novembre 2012 sur Club RTL

## Épisode 3:La première tentation de Daphné
- États-Unis : 2 octobre 2001 sur NBC
- Belgique : 7 novembre 2012 sur Club RTL

## Épisode 4:Le retour de Martin Crane
- États-Unis : 9 octobre 2001 sur NBC
- Belgique : 8 novembre 2012 sur Club RTL

Anthony Edwards

## Épisode 5:L'amour est aveugle
- États-Unis : 16 octobre 2001 sur NBC
- Belgique : 8 novembre 2012 sur Club RTL

## Épisode 6:À chacun son héros
- États-Unis : 30 octobre 2001 sur NBC
- Belgique : 9 novembre 2012 sur Club RTL

## Épisode 7:Le vieux Couple
- États-Unis : 6 novembre 2001 sur NBC
- Belgique : 9 novembre 2012 sur Club RTL

## Épisode 8:La deux-centième
- États-Unis : 13 novembre 2001 sur NBC
- Belgique : 12 novembre 2012 sur Club RTL

Bill Gates

## Épisode 9:La cave à vins
- États-Unis : 20 novembre 2001 sur NBC
- Belgique : 12 novembre 2012 sur Club RTL

## Épisode 10:Un nouvel agent
- États-Unis : 27 novembre 2001 sur NBC
- Belgique : 13 novembre 2012 sur Club RTL

## Épisode 11 :Martin, bouc émissaire
- États-Unis : 11 décembre 2001 sur NBC
- Belgique : 13 novembre 2012 sur Club RTL

Andy Garcia

## Épisode 12:Une mère envahissante (1/2)
- États-Unis : 8 janvier 2002 sur NBC
- Belgique : 14 novembre 2012 sur Club RTL

## Épisode 13:Une mère envahissante (2/2)
- États-Unis : 15 janvier 2002 sur NBC
- Belgique : 14 novembre 2012 sur Club RTL

## Épisode 14:Tel est pris qui croyait prendre
- États-Unis : 22 janvier 2002 sur NBC
- Belgique : 15 novembre 2012 sur Club RTL

Freddie Prinze Jr

## Épisode 15:La demande en mariage
- États-Unis : 5 février 2002 sur NBC
- Belgique : 15 novembre 2012 sur Club RTL

Wolfgang Puck Jr

## Épisode 16:Les roues de la fortune
- États-Unis : 26 février 2002 sur NBC
- Belgique : 16 novembre 2012 sur Club RTL

Michael Keaton

## Épisode 17:Les rendez-vous galants
- États-Unis : 5 mars 2002 sur NBC
- Belgique : 16 novembre 2012 sur Club RTL

## Épisode 18:La guerre des mots
- États-Unis : 12 mars 2002 sur NBC
- Belgique : 19 novembre 2012 sur Club RTL

## Épisode 19:Le crâne des Cranes
- États-Unis : 2 avril 2002 sur NBC
- Belgique : 19 novembre 2012 sur Club RTL

## Épisode 20:Faux amours
- États-Unis : 9 avril 2002 sur NBC
- Belgique : 20 novembre 2012 sur Club RTL

## Épisode 21:Les bons copains
Pour les articles homonymes, voir Les Bons Copains.
- États-Unis : 30 avril 2002 sur NBC
- Belgique : 20 novembre 2012 sur Club RTL

John Ratzenberger
George Wendt
Rhea Perlman

## Épisode 22:A la conquête de Spokane
- États-Unis : 7 mai 2002 sur NBC
- Belgique : 21 novembre 2012 sur Club RTL

## Épisode 23:Les grands voyageurs
- États-Unis : 14 mai 2002 sur NBC
- Belgique : 21 novembre 2012 sur Club RTL

## Épisode 24:La révolution des Moon
- États-Unis : 21 mai 2002 sur NBC
- Belgique : 22 novembre 2012 sur Club RTL